# Dendronucleata dogieli
Dendronucleata dogieli är en hakmaskart som beskrevs av Sokolovskaia 1962. Dendronucleata dogieli ingår i släktet Dendronucleata och familjen Dendronucleatidae. Inga underarter finns listade i Catalogue of Life.